# 우주관람차
우주관람차(Ferris Wheel)는 대한민국 경기도 용인시 처인구 포곡읍 전대리 199에 위치한 에버랜드의 매직랜드에 있는 대관람차이다. 현재는 운행하지 않고 보존되어 있으며 에버랜드의 랜드마크 역할을 하고 있다.

## 연혁
1982년 6월 3일부터 2010년 8월 14일까지 28년간 운영되었다. 운영이 종료된 후에는 2016년 11월 26일부터 가장 아래에 있는 캡슐에 들어가서 VR 체험을 할 수 있는 우주관람차VR이 운행되었으나 그마저도 2018년 1월 1일부로 운행을 종료했다.

## 정보
- 장소: 용인시 에버랜드
- 운영기간: 1982년 6월 3일~2010년 8월 14일
- 최고 높이: 54m